# Weezer (The Black Album)
Weezer, també conegut com The Black Album (en català, l'àlbum negre) és el tretzè àlbum d'estudi de la banda estatunidenca de rock alternatiu Weezer. Es va publicar digitalment l'1 de març de 2019 per Atlantic Records i Crush Music. Aquest fou el sisè àlbum epònim i fou produït per Dave Sitek.

## Llista de cançons
| Núm.          | Títol                              | Composició                         | Durada |
| ------------- | ---------------------------------- | ---------------------------------- | ------ |
| 1.            | «Can't Knock the Hustle»           | Rivers Cuomo                       | 3:35   |
| 2.            | «Zombie Bastards»                  | Cuomo Rami Yacoub                  | 4:11   |
| 3.            | «High as a Kite»                   | Cuomo Josh Alexander               | 3:48   |
| 4.            | «Living in L.A.»                   | Cuomo Jonny Coffer Jerome Williams | 3:38   |
| 5.            | «Piece of Cake»                    | Cuomo                              | 3:17   |
| 6.            | «I'm Just Being Honest»            | Cuomo Ammar Malik David Hodges     | 3:57   |
| 7.            | «Too Many Thoughts in My Head»     | Cuomo                              | 4:03   |
| 8.            | «The Prince Who Wanted Everything» | Cuomo Brian Bell Luther Russell    | 3:23   |
| 9.            | «Byzantine»                        | Cuomo Laura Jane Grace             | 4:09   |
| 10.           | «California Snow»                  | Cuomo                              | 3:32   |
| Durada total: | Durada total:                      | Durada total:                      | 37:33  |

## Posicions en llista
| Llista (2019) | Posició |
| ------------- | ------- |
| Alemanya      | 96      |
| Austràlia     | 24      |
| Canadà        | 33      |
| Estats Units  | 19      |
| Regne Unit    | 73      |

## Crèdits
- Rivers Cuomo – cantant, guitarra principal, teclats
- Brian Bell – guitarra rítmica, veus addicionals, teclats
- Scott Shriner – baix, veus addicionals, teclats
- Patrick Wilson – bateria